# اریک لانینی
اریک لانینی (انگلیسی: Eric Lanini؛ زادهٔ ۲۵ فوریهٔ ۱۹۹۴) بازیکن فوتبال اهل ایتالیا است.
از باشگاه‌هایی که در آن بازی کرده‌است می‌توان به باشگاه فوتبال ویرتوس انتلا، باشگاه فوتبال یوونتوس، باشگاه فوتبال ویرتوس لانچانو، باشگاه فوتبال پادوا، و باشگاه فوتبال کومو اشاره کرد.
وی همچنین در تیم ملی فوتبال زیر ۲۰ سال ایتالیا بازی کرده‌است.
گفتنی است که مدیران باشگاه فوتبال پرسپولیس برای تقویت خط حمله خود در نیم فصل دوم خواهان این بازیکن ایتالیایی هستند.